# Okružná
Okružná este o comună slovacă, aflată în districtul Prešov din regiunea Prešov. Localitatea se află la altitudinea de 423 m deasupra n.m., se întinde pe o suprafață de 11,52 km2 și în 2017 număra 481 de locuitori.

## Istoric
Localitatea Okružná este atestată documentar din 1359.

## Demografie
| An:                | 1994 | 2004    | 2014   | 2024    |
| ------------------ | ---- | ------- | ------ | ------- |
| Număr de persoane: | 390  | 443     | 479    | 541     |
| Diferență:         |      | +13,58% | +8,12% | +12,94% |

| An:                | 2023 | 2024   |
| ------------------ | ---- | ------ |
| Număr de persoane: | 530  | 541    |
| Diferență:         |      | +2,07% |